# مرفق‌الثریا
مرفق‌الثریا (آرنج پروین) یا جَنب (پهلو) یا آلفا برساوش یک ستاره است که در صورت فلکی برساوش قرار دارد.